# Dasycladales
Dasycladales, red zelenih algi iz razreda Ulvophyceae. Postoji oko 180 vrsta, a dijeli se na tri porodice.

## Porodice
1. Dasycladaceae Kützing
2. Polyphysaceae Kützing
3. Triploporellaceae Pia